# Clerodendrum mabesae
Clerodendrum mabesae là một loài thực vật có hoa trong họ Hoa môi. Loài này được Merr. mô tả khoa học đầu tiên năm 1917.